# Ньюолл, Куини
Сибил Фентон Ньюолл (англ. Sybil Fenton Newall; 17 октября 1854 — 24 июня 1929), более известна как Куини Ньюолл — английская лучница, которая выиграла золотую медаль на летних Олимпийских играх 1908 года в Лондоне.

## Биография
Сибил «Куини» Фентон Ньюолл родилась в Хэр Хилл Хауз, Литлборо, Рочдейл (часть имения своего отца) 17 октября 1854 года. В 1905 году вместе со своей сестрой Маргарет она присоединилась к местному Челтнемскому клубу стрелков из лука. К 1907 году она выиграла четыре из пяти региональных соревнований.
Принимала участие в летних Олимпийских играх 1908 года, проходивших в Лондоне. Ожидаемый победитель в стрельбе из лука среди женщин, Элис Ли, решила не выступать на соревнованиях, поэтому главным соперником Куини стала Лотти Дод, которая была универсальной спортсменкой. Все участницы соревнований в женской стрельбе из лука были англичанками.
В первый день соревнований по стрельбе из лука погода на стадионе в Уайт Сити была настолько плохая, что состязания были остановлены. После первого дня Куини была позади Дод на десять пунктов. На второй день погода значительно улучшилась, и Куини обогнала Дод, в конечном счёте набрав 688 очков, опередив соперницу на 46 очков. Победа сделала Куини самой пожилой женщиной, выигравшей олимпийскую медаль, поскольку она сделала это в возрасте 53 года и 275 дней. Этот рекорд не побит до сих пор.
На следующих за Олимпийскими играми национальных чемпионатах Ньюэлл проиграла Элис Ли, но выиграла их в 1911 году, сохранив титул в 1912 году, и ещё раз победила в 1914 году. Ньюэлл продолжала занятия спортом и после Первой мировой войны, её последняя оценка была зафиксирована Четлнемским клубом стрельбы из лука в 1928 году. Умерла в своём доме в Челтнеме 24 июня 1929 года.
После победы Сибил Фентон Ньюолл в 1908 году ни одна британская лучница не выигрывала олимпийской медали до 2004 года, пока Элисон Уильямсон не выиграла бронзу в личном зачёте на летних Олимпийских играх в Афинах.

## Личная жизнь
Куини была старшей дочерью из десяти детей Генри Ньюолла и Марии Фентон. Её отец был купцом и владел Хэр Хилл Хауз и недвижимостью в Литлборо (Ланкашир). Семья КУини прослеживает своё происхождение от времён короля Генриха IV, а её дедушка по линии матери — Джон Фентон — был членом парламента от Рочдейла после всеобщих выборов 1832 и 1837 гг.
Куини никогда не была замужем, всю свою жизнь жила вместе со своей сестрой Маргарет в Челтнеме.